# Диборид циркония
Диборид циркония — бинарное неорганическое соединение металла циркония и бора с формулой ZrB2, серые кристаллы, не растворимые в воде.

## Получение
- Спекание порошкообразных циркония и бора:

{\displaystyle {\mathsf {Zr+2B\ {\xrightarrow {T}}\ ZrB_{2}}}}
- Восстановление водородом хлорида циркония(IV) и бромида бора:

{\displaystyle {\mathsf {ZrCl_{4}+2BBr_{3}+5H_{2}\ {\xrightarrow {T}}\ ZrB_{2}+4HCl+6HBr}}}
- Спекание порошкообразного циркония с карбидом бора и оксидом бора

{\displaystyle {\mathsf {7Zr+3B_{4}C+B_{2}O_{3}\ {\xrightarrow {T}}\ 7ZrB_{2}+3CO}}}

## Физические свойства
Диборид циркония образует серые кристаллы 
гексагональной сингонии, параметры ячейки a = 0,315 нм, c = 0,353 нм.

## Применение
- Компонент инструментальных сплавов.
- Компонент керметов (например в регулирующих стержнях ядерных реакторов).
- Огнеупоры.
- Абразивы.

Добавление ~30 об.% карбида кремния SiC в ZrB2 используется для придания устойчивости к окислению кислородом так как SiC образует защитный слой на поверхности материала, подобно алюминию.